# Ostrinia peregrinalis
Ostrinia peregrinalis es una especie de polilla de la familia Crambidae. Se encuentra en Estonia y Rusia.